# Govinda (attore)
Govind Arun Ahuja, detto Govinda (Virar, 21 dicembre 1963), è un attore e politico indiano.

## Biografia
Ha recitato in oltre 120 film di Bollywood ed è considerato una star in India. Ha fatto il suo debutto nel 1986 con la pellicola Ilzaam e in seguito ha ottenuto grande successo in patria come all'estero.
Ha prodotto il film Ssukh, nel 2005, di cui è stato anche attore.
Nel 2004 è stato eletto nelle liste dell'Indian National Congress Party.

### Vita privata
Ha sposato Sunita Ahuja l'11 marzo 1987.

## Filmografia parziale
- Ilzaam (1986) Ajay Sharma/Vijay
- Love 86 (1986) Vikram Doshi
- Shola Aur Shabnam (1992) Karan
- Raja Babu (1994)
- Deewana Mastana (1997) Bunnu
- Anari No. 1 (1999) Kuku Kohli
- Shikari (2000) Om Srivastav
- Ek Aur Ek Gyarah (2003)
- Ssukh (2005) Chandraprakash Sharma
- Sandwich (2006)
- Bhagam Bhag (2006) Babla
- Salaam-e-Ishq: A Tribute To Love (2007)
- Partner (2007) ... Bhaskar Diwakar Chowdahry
- Om Shanti Om (2007) Comparsa speciale